# Arctia pallida
Arctia pallida là một loài bướm đêm thuộc phân họ Arctiinae, họ Erebidae.